# Siretu (gmina Săucești)
Siretu – wieś w Rumunii, w okręgu Bacău, w gminie Săucești. W 2011 roku liczyła 744 mieszkańców.